# Canal+ Film
Canal+ Film es un canal de televisión privado de pago de Polonia, perteneciente a Canal+ Polska. Se trata de un canal que emite películas.

## Historia
El canal inició emisiones como Canal+ Żółty el 15 de noviembre de 1998, con una programación basada en películas que se habían estrenado previamente en Canal+ Premium.
Del 14 de abril al 18 de mayo de 2001, el canal transmitió una cobertura en directo de 24 horas de la primera edición polaca de Big Brother, desde cuatro cámaras diferentes. Sin embargo, la licencia en ese momento permitía al canal emitir solo el 10% de su emisión mensual a programas que no fueran películas, deportes, documentales y actualidad. Como resultado de las medidas tomadas por el Consejo Nacional de Radiodifusión polaco, el reality show fue transferido a Canal+ Niebieski, y Canal+ Złoty asumió su programación.
El 12 de marzo de 2004, el canal cambió su nombre a Canal+ Film y desde el 1 de julio de 2007 emite en HD.
El 5 de abril de 2013, tras la fusión de Cyfra+ y n, los derechos cinematográficos de nPremium se transfirieron a los canales de Canal+. Desde entonces, las reposiciones siguen representando una parte importante de la programación de Canal+ Film, pero la cadena también emite estrenos.
El 11 de mayo de 2015 el canal adoptó su actual imagen corporativa.

## Disponibilidad
El canal se encuentra disponible en la plataforma de Canal+ y en las plataformas de cable e IPTV UPC Polska, Vectra, Multimedia Polska y Orange Polska. 

## Imagen corporativa

1998 - 2004
2004 - 2009
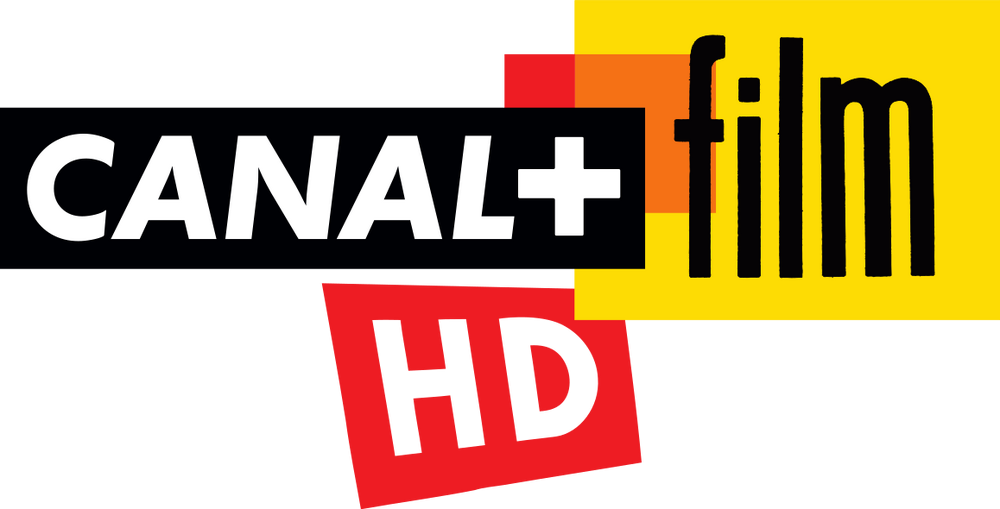
Logo en HD
2009 - 2013
Logo en HD
2013 - 2015
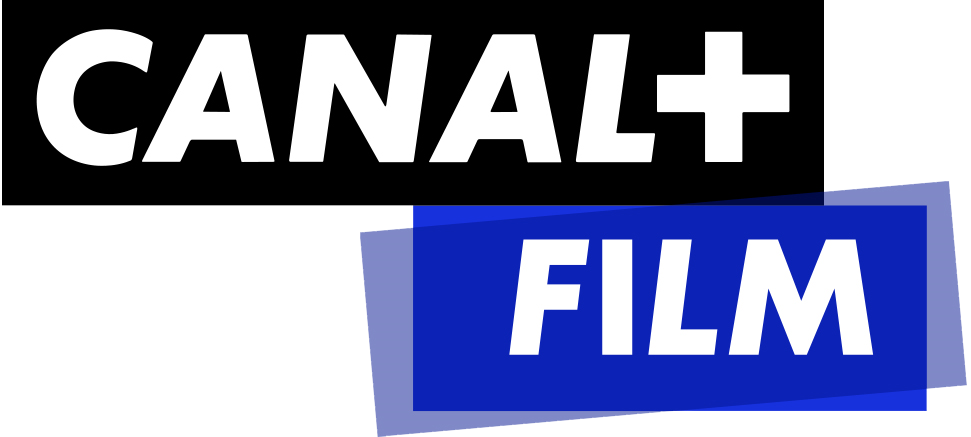
Desde 2015